# Akrogerie
Die Akrogerie (Gottron-Syndrom) ist eine seltene angeborene Erkrankung mit Atrophie der Haut und des subkutanen Fettgewebes hauptsächlich im Gesicht und an den Akren, Hyperpigmentation und dadurch einem vorgealterten Aussehen (Progerie).
Die Bezeichnung bezieht sich auf den Erstautor der Erstbeschreibung aus dem Jahre 1940 durch den deutschen Hautarzt Heinrich Gottron.
Synonyme sind: Familiäre Akrogerie Gottron; Gottron-Syndrom I; englisch Acrogeria, Gottron’s syndrome, Metageria, Acrometageria

## Verbreitung
Die Häufigkeit ist nicht bekannt, die Vererbung erfolgt wahrscheinlich autosomal-rezessiv. Das weibliche Geschlecht ist deutlich häufiger betroffen.

## Ursache
Der Erkrankung liegen möglicherweise Mutationen im COL3A1-Gen im Chromosom 2 am Genort q32.2 zugrunde. In einigen Fällen wurde eine Störung der Biosynthese von Typ III Kollagen vermutet.
Andere Berichte weisen auf eine Mitbeteiligung des LMNA-Genes hin.

## Klinische Erscheinungen
Klinische Kriterien sind:
- Krankheitsbeginn im Säuglings- und Kleinkindesalter
- Akromikrie, Mikrognathie
- hochgradige Atrophie der Kutis und Subkutis mit Konturierung tiefer liegender Strukturen, Neigung zu Verletzungen und Teleangieektasien
- Häufig Gesichtserythem, atrophische, welk erscheinende Gesichtshaut, Scharlach-artiges Exanthem
- Nageldystrophie

Eine Kombination mit der Sklerodermie ist möglich.

## Diagnose
Im Röntgenbild findet sich eine Rarefizierung der Spongiosa, häufig auch ein ausbleibender Verschluss der Epiphysenfuge.

## Differentialdiagnose
Abzugrenzen sind: Brugsch-Syndrom, Hutchinson-Gilford-Syndrom (Progeria infantilis), Aplasia cutis congenita und Ehlers-Danlos-Syndrom.